# Frederick Ashton
Frederick Ashton (Las Peñas, Equador, 1904 - Suffolk, 1988) va ser un ballarí i coreògraf de dansa clàssica.
Quan tenia tretze anys va ser testimoni d'un esdeveniment que va canviar la seva vida quan va veure una actuació de la llegendària Anna Pàvlova al Teatre Municipal a Lima. Va quedar tan impressionat per això que a partir d'aquell dia sabia que algun dia arribaria a fer-se un ballarí. El 1919 va anar a Anglaterra, d'on era la seva família, per a estudiar al Dover College, ho va fer amb el famós Léonide Massine i va establir una relació de treball amb la companyia de ballet que pertanyia a Marie Rambert. També va estar influenciat pel treball de Bronislava Nijinska.
Rambert va descobrir l'aptitud de Frederick per a la coreografia i va permetre que coreografies el seu primer ballet, The Tragedy of Fashion el 1926, començant així una carrera enormement reeixida com a coreògraf. Va començar la seva carrera amb el Ballet Rambert que originalment va ser anomenat el The Ballet Club. Al mateix temps, va començar a treballar per Ninette de Valois i la seva companyia, el Vic-Wells Ballet, i el 1935 va deixar Rambert i es va unir definitivament a de Valois, com a coreògraf resident. A això va ajudar la gran comunió que sempre va tenir amb el llavors director artístic i musical de Ninette, Constant Lambert: els tres van arribar a la fama després de la guerra, convertint-la companyia en el Ballet Reial. La seva versió de La Fille mal gardée va ser particularment reeixida.
Va treballar amb les ballarines Margot Fonteyn i Maude Lloyd entre altres grans artistes. Les seves àmplies interpretacions travestis com una de les còmiques germanastres al ballet Ventafocs de Serguei Prokófiev van ser esdeveniments anuals per molts anys. Ashton va ser un gran amic de la família Paget i era una visita freqüent a la residència de la família en Plas Newydd; va ser aquí on una de les filles de Paget, Lady Rose McLaren, es va enamorar desesperadament d'ell, ell va rebutjar els seus avenços i en un moment li va tornar totes les seves cartes després d'haver corregit la seva ortografia. Tot i això, van seguir sent amics. El 1962, va ser nomenat cavaller pels seus serveis al ballet. Entre 1963 i 1970 va ser director del Ballet Reial de Londres. Va morir a 1988 a la seva llar, Chandos Lodge, a Eye, Suffolk, Anglaterra. Va ser un gran amic de Michael Baić de Framlingham a Suffolk.

## Biografia

### Primers anys
Ashton va néixer a Guayaquil, Equador, el quart dels cinc fills de George Ashton (1864–1924) i de la seva segona esposa, Georgiana (1869–1939), de soltera Fulcher. George Ashton va ser gerent de la Central and South American Cable Company i vicecònsol al consolat britànic a Guayaquil.
El 1907, la família es va traslladar a Lima, Perú, on Ashton va anar a una escola dominicana. Quan van tornar a Guayaquil l'any 1914, va anar a una escola per a nens de la colònia anglesa. Una de les seves influències formatives va ser servir com a monaco, cosa que li va inspirar l'amor pel ritual, com es demostra a Les verges sàvies. Una altra influència, encara més potent, s'estava covant en veure ballar Anna Pàvlova el 1917. Immediatament va decidir que es convertiria en ballarí.
Ballar no era una carrera acceptable per a una família anglesa convencional en aquell moment. Ashton va recordar més tard: El meu pare estava horroritzat. Us podeu imaginar l'actitud de la classe mitjana. La meva mare deia: Vol pujar a l'escenari. No va poder dir-se al ballet. El pare d'Ashton el va enviar a Anglaterra el 1919 al Dover College, on es va sentir miserable. Homosexual, i amb un accent del qual es reien els seus companys, no encaixava en una escola pública menor de principis dels anys vint.
No tenia cap inclinació acadèmica, i el seu pare va decidir que, en deixar l'escola el 1921, Ashton s'unís a una empresa comercial. Va treballar per a una empresa d'importació i exportació a la City de Londres, on la seva habilitat per parlar espanyol i francès així com anglès era un avantatge. El gener de 1924, George Ashton es va suïcidar. La seva vídua va quedar econòmicament dependent dels seus fills grans, que dirigien un negoci d'èxit a Guayaquil. Es va traslladar a Londres per estar amb Ashton i la seva germana petita, Edith.

### Massine i Rambert

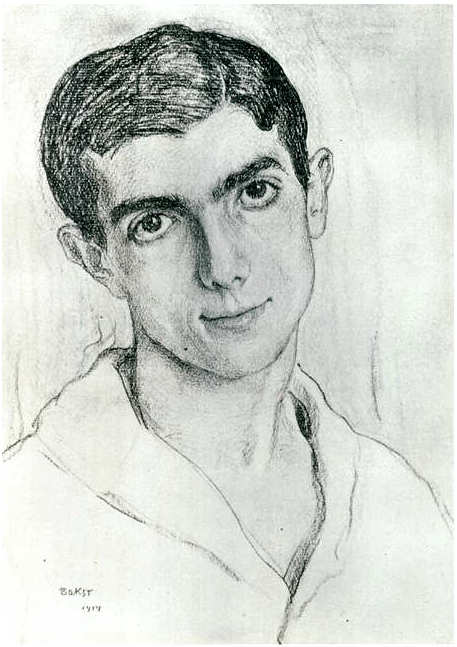
Massine el 1914

Malgrat la desaprovació familiar (i al principi en secret) Ashton va perseguir la seva ambició de ballar professionalment. Va fer una audició per a Léonide Massine; a l'edat inusualment tardana de vint anys va ser acceptat com a alumne. Després que Massine va deixar Londres, Ashton va ser acceptat com a estudiant per Marie Rambert. Ella el va animar a provar la coreografia. El seu primer intent va ser el 1926 per a una revista organitzada per Nigel Playfair i el marit de Rambert, Ashley Dukes. The Observer va comentar un petit ballet atractiu anomenat A Tragedy of Fashion: or The Scarlet Scissors, que el Sr. Eugene Goossens ha musicat més adequadament. La senyoreta Marie Rambert, com un maniquí descaradament vivaç, i el Sr. Frederick Ashton com un distret modista, lidera el ball. És una mica tan elegant com l'establiment de moda del senyor Playfair et fa esperar. El vestuari i l'escenografia eren de Sophie Fedorovitch, que va continuar treballant amb Ashton durant més de vint anys, i es va convertir, segons les seves paraules, no només la meva amiga més estimada, sinó el meu màxim col·laborador i assessor artístic.
Rambert va intentar eixamplar els horitzons dels seus estudiants, portant-los a veure actuacions de Londres del Ballet Diaghilev. Van tenir una gran influència en Ashton, sobretot en el ballet Les biches de Bronislava Nijinska. El 1930 Ashton va crear un ballet innovador, Capriol Suite, utilitzant la suite homònima de 1926 de Peter Warlock. La música es basava en la música francesa del segle xvi, i Ashton va investigar els balls de l'època anterior i va crear una peça d'època amb  basse danse, pavane, tordion i bransle, barrejant suaument salts masculins robusts amb duets cortès. L'any següent Rambert va fundar el Ballet Club, precursor del Ballet Rambert, amb Alicia Markova com a ballarina principal i Ashton com a coreògraf principal i un dels principals ballarins.
Els ballets d'Ashton de principis dels anys trenta són La péri (1931), The Lady of Shalott (1931), Façade (1931), Foyer de danse (1932) i Les Masques (1933). També va col·laborar en revistes i musicals del West End, com The Cat and the Fiddle (1932) per a CB Cochran i Gay Hussar (1933), en què The Manchester Guardian va destacar la coreografia engrescadora i encantadora de la manera clàssica.

### Vic-Wells
L'associació d'Ashton amb Ninette de Valois, fundadora del Vic-Wells Ballet, va començar el 1931, quan va crear un ballet còmic, Regatta per a ella. Va rebre crítiques mixtes; The Times va considerar que va tenir èxit com una peça de diversió feixuga, però The Manchester Guardian va considerar que falla completament... definitivament un espectacle pobre. No obstant això, Ashton ja era reconegut com un coreògraf de talent considerable i havia guanyat una reputació nacional, encara que no internacional.

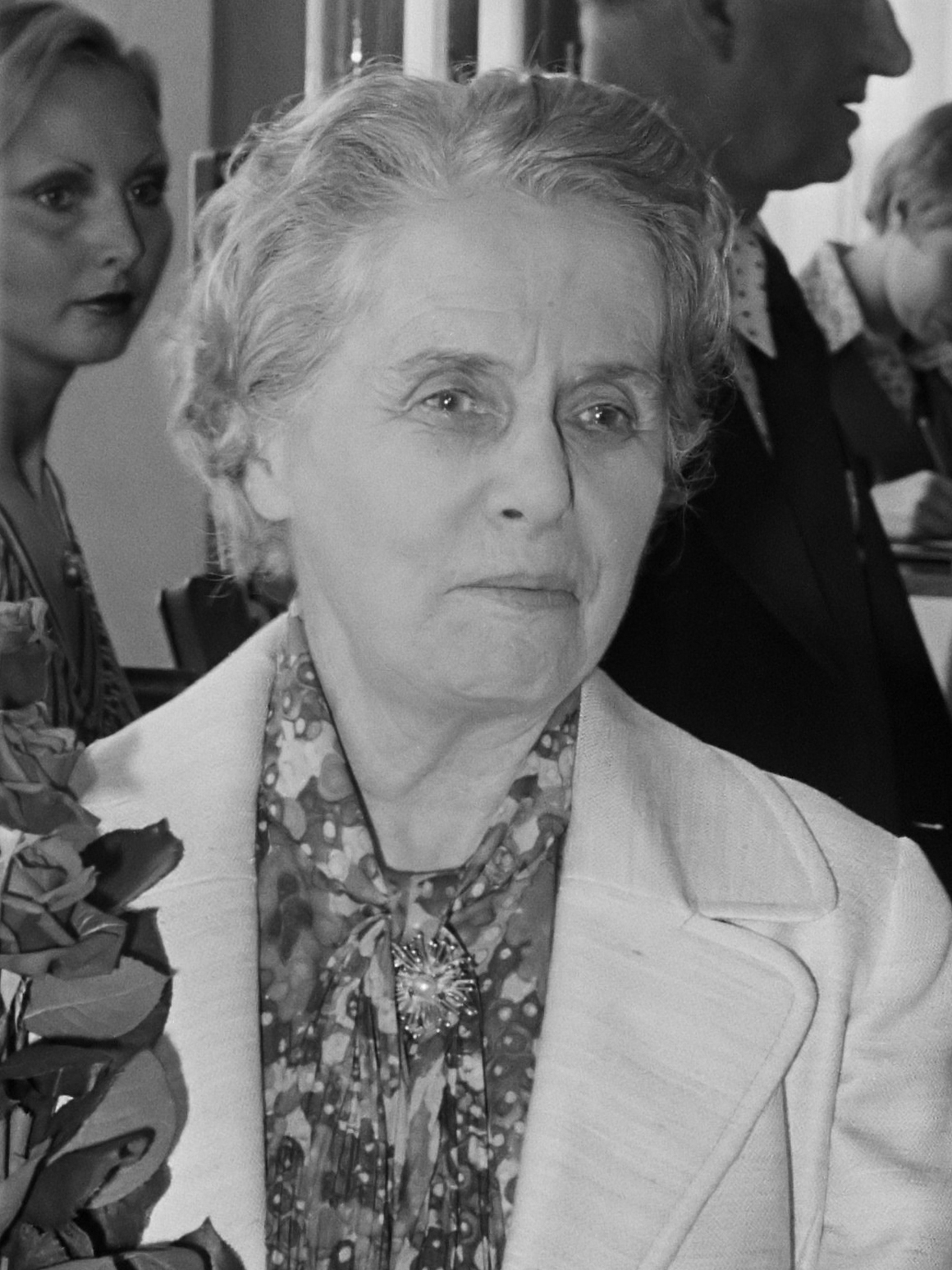
Ninette de Valois amb qui Ashton es va relacionar des de 1931

El 1933 Ashton va idear una altra obra per a de Valois i la seva companyia, el ballet-divertissement Les Rendezvous. Robert Greskovic descriu l'obra com una excursió d'excursió clàssicament precisa però espumosa que mostra 'noies de ballet' amb faldilles grans i companyes de swain elegants. La peça va ser un èxit immediat, ha estat revisada moltes vegades, i l'any 2013 es manté en el repertori del Royal Ballet vuitanta anys després de la seva creació. El 1935 de Valois va nomenar Ashton com a coreògrafa resident de la seva companyia, on va treballar al costat de Constant Lambert, el director musical des de 1931 fins a 1947, i una companyia que inclou Markova, Anton Dolin i Robert Helpmann. The Times descriu els primers anys d'Ashton amb els Vic-Wells com un període molt productiu: Les seves aparicions el 1936 van ser per molts comparades favorablement amb la Simfonia Fantastique de Massine sobre un tema similar, i aquell any també va veure l'emocionant Nocturn al París de Delius. Aquestes obres han desaparegut, però l'enginyós A Wedding Bouquet i Les Patineurs de l'any següent continuen amb nosaltres.
El 1936–37, malgrat la seva homosexualitat, Ashton va tenir una aventura amb una hereva i socialité estatunidenca, Alice von Hofmannsthal. Després que la aventura va acabar, el seu amor per ell va continuar, tot i que va tenir dos matrimonis posteriors, tots dos amb anglesos gais.
A mesura que avançaven la dècada del 1930, la carrera d'Ashton va començar a estendre's internacionalment. El 1934 va coreografiar l'òpera Four Saints in Three Acts de Virgil Thomson a Nova York, i el 1939 va crear el seu primer ballet per a una companyia estrangera: Devil's Holiday (Le Diable s'amuse) per al Ballet Russe de Monte-Carlo. Va continuar creant danses per a altres formes de teatre, des de revistes com The Town Talks i Home and Beauty, fins a òpera, inclosa la producció de Clive Carey de Die Fledermaus a Sadler's Wells, i pel·lícules, especialment Escape Me Never, una altra col·laboració amb William Walton, seguint Façade quatre anys abans.

### Sadler's Wells i Covent Garden
Poc abans de l'esclat de la Segona Guerra Mundial se li va oferir a Ashton un lloc a Nova York amb el que es convertiria en l’American Ballet Theatre. Va declinar, i va tornar a la companyia de De Valois, aviat rebatejada com Sadler's Wells Ballet. Va crear algunes obres amb línies més fosques, inclosa la Sonata de Dante, que simbolitzava la lluita inacabable entre els fills de la foscor i els fills de la llum. L'obra va abandonar el repertori i es va creure perduda fins a l'any 2000, quan el Birmingham Royal Ballet va organitzar una reconstrucció per Jean Bedells i Pauline Clayden amb l'ajuda de Pamela May. A la revista Ballet, Lynette Halewood va comentar l'any 2000: «Cap altra obra d'Ashton és tan inquietant i tan desoladora».
El 1941 Ashton va ser cridat al servei militar. Va ser encarregat com a oficial de la Royal Air Force, analitzant al principi fotografies aèries i més tard com a oficial d'intel·ligència. Mentre estava a la RAF li van concedir períodes ocasionals de permís per continuar la seva feina amb el ballet. La seva col·laboració amb Walton va continuar amb The Quest (1943). Va ser creat i posat en escena amb pressa, i Walton va dir més tard que no va tenir gaire èxit des de cap punt de vista. Tenia un tema de cavalleria cavalleresca, tot i que Walton va observar que Helpmann al capdavant s'assemblava més al Drac que a Sant Jordi. Igual que amb la col·laboració Ashton-Walton de 1940 The Wise Virgins, la música ha sobreviscut però el ballet no.
Després del final de la guerra, David Webster va convidar de Valois a traslladar la seva companyia de Sadler's Wells per residir a la Royal Opera House, Covent Garden al costat de la nova companyia d'òpera que estava establint. De Valois va tenir llibertat a l'hora de dirigir l'empresa, però va romandre sensible a una junta de governadors, el suport de la qual necessitava i va rebre per al trasllat. Ashton, que coneixia i aprovava Webster, estava molt a favor, i va posar el pes que tenia al darrere. Tot i que ja no residia al Sadler's Wells Theatre, la companyia va continuar anomenant-se Sadler's Wells Ballet fins al 1957. El primer ballet d'Ashton per a la companyia a la seva nova casa va ser Symphonic Variations (1946). L'historiador Montague Haltrecht en escriu: «És una obra mestra creada per a l'Òpera i per als ballarins de la companyia, i gairebé per si mateixa defineix un estil de dansa anglesa». Encara que l'escenari de Covent Garden era molt més gran que el de Sadler's Wells, Ashton es va limitar a sis ballarins, liderats per Margot Fonteyn i Michael Somes. L'obra, que es manté al repertori l'any 2013, va ser un èxit des del primer moment.
Un altre ballet sense trama definida va ser Scènes de ballet (1947), que continua sent una peça de repertori. Inicialment, Scènes de ballet dividia l'opinió crítica. The Times va comentar que «tenia l'únic mèrit de la brevetat»; Richard Buckle a The Observer va escriure: «L'única falla... és que no és l'últim acte d'un llarg ballet clàssic. Aquesta mostra de moviment noble hauria de ser la culminació. d'un espectacle: però abans que ens adonem de la seva bellesa, aquesta perla de gran preu s'ha dissolt, en divuit minuts». La pròpia descripció d'Ashton del ballet va ser: «Té una bellesa llunyana i intransigent que diu que estic aquí, bonica, però no faré cap esforç per encantar-te». L'any 2004 Debra Craine va qualificar l'obra de classicisme pur en el seu moment més estimulant. El 1948, a instàncies de De Valois, Ashton va crear el seu primer ballet important en tres actes per a una companyia britànica, la seva versió de La Ventafocs de Prokófiev. El repartiment original incloïa Moira Shearer com la Ventafocs, Somes com el príncep, Alexander Grant com el bufó i Ashton i Helpmann com travesti com les germanastres de la Ventafocs. Ashton i Helpmann van continuar interpretant les germanastres en molts remakes fins a finals de 1975. De vegades, quan Helpmann no estava disponible, Ashton es va unir a Kenneth MacMillan. Alguns crítics han comentat que Ashton encara no tenia el control total d'un ballet de llarga durada, amb debilitats intermitents en la coreografia, però la comèdia de les germanastres era, i ha continuat sent, la preferida del públic. La crítica de ballet Laura Jacobs ho va qualificar de bufada d'ordre celestial, i va recordar que ella i els seus companys crítics de Nova York van quedar muts per aquest ballet lluminós.
A finals de la dècada del 1940 i principis de la dècada del 1950, Ashton va treballar amb més freqüència per a altres companyies de ballet, creant obres per als Ballets de París (Le Rêve de Léonor, 1949, a Bridge Variations de Britten) i el New York City Ballet (Illuminations, 1950, per a Les Illuminations de Britten i Picnic at Tintagel, 1952, a The Garden of Fand de Bax). Va crear balls per a pel·lícules, com ara The Tales of Hoffmann (1951). Helpmann, Massine i Ashton van aparèixer a la pel·lícula. Massine (com a Spalanzani) va coreografiar el seu mateix paper. i The Story of Three Loves (1953), i va dirigir òperes a Glyndebourne (Albert Herring de Britten, 1947) i Covent Garden (Manon de Massenet, 1947)., i Orpheus de Gluck, 1953, dirigida per Sir John Barbirolli amb Kathleen Ferrier al paper principal).
El segon ballet de llarga durada d'Ashton per a la companyia de De Valois va ser Sylvia (1952). La biògrafa d'Ashton, Kathrine Sorley Walker, considera que funciona encara menys bé que la Ventafocs, però les revisions contemporànies ho van elogiar amb poques o cap reserva. L'any 2005, revisant un revival novaiorquès, la crítica Jennie Schulman el va qualificar de taquillera, radiant amb abundància coreogràfica per agradar fins i tot als déus més exigents i els balletomans més exigents.
El tercer ballet de llarga durada d'Ashton va ser Romeu i Julieta per al Royal Danish Ballet el 1955. Va ser un èxit considerable, però Ashton es va resistir als intents de presentar-lo a Covent Garden, que considerava un teatre i un escenari massa grans per al seu tractament íntim de la història. No es va veure a Londres fins a l'any 1985, quan va ser produït pel London Festival Ballet més que a Covent Garden.

### Royal Ballet
L'octubre de 1956 Isabel II va concedir al Sadler's Wells Ballet una carta, donant-li el títol de The Royal Ballet amb efecte a partir del 15 de gener de 1957. Això reconeixia l'eminència que havia aconseguit l'empresa: a nivell internacional era àmpliament considerada com l'empresa líder fora de Rússia. De Valois va continuar sent el director de la companyia, amb Ashton com a coreògraf principal.

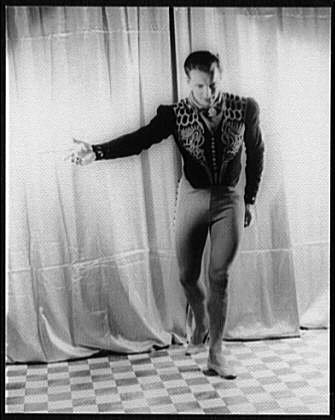
Antony Tudor, convidat per Ashton per fer obres per a Covent Garden

Un dels ballets més celebrats d'Ashton va ser creat per al Royal Ballet l'any 1960: La fille mal gardée. El primer ballet d'aquest títol s'havia presentat a França el 1789, i diverses versions posteriors s'havien posat en escena al segle xix, utilitzant música d'uns quants compositors. Ashton va fer la seva habitual investigació acurada i va decidir fer ús de la música de Ferdinand Hérold (1828), arranjada, amb addicions d'altres versions, per John Lanchbery. Walker diu de l'obra: Es va adherir estretament a l'escenari original, però va crear una nova coreografia deliciosament inventiva que va ser l'amalgama més feliç del ballet clàssic i la dansa popular anglesa, mentre que els deliciosos dissenys d’Osbert Lancaster estaven fermament relacionats amb la vida rural francesa. Va ser un èxit immediat, i des de llavors s'ha posat en escena regularment, no només pel Royal Ballet, sinó per companyies d'altres deu països europeus i a Austràlia, Canadà, Hong Kong, Nova Zelanda, Sud-àfrica i els EUA.
Quan de Valois es va retirar el 1963, Ashton la va succeir com a directora. El seu temps a càrrec es va veure com una època daurada. Sota ell, el cos de ballet va ser reconegut com a rival. Va continuar afegint-se al repertori amb les seves pròpies produccions noves, va convèncer el seu antic mentor Bronislava Nijinska perquè revisqué les seves Biches i Les noces, i va presentar Mam'zelle Angot pel seu altre mentor, Massine. També va portar a Antony Tudor, el seu contemporani anglès, més conegut als EUA, per posar en escena obres noves i antigues. El crític de ballet John Percival va considerar que, malgrat les nombroses glòries de la companyia sota la direcció d'Ashton, no era apte ni interessat en la gestió, i no tenia el do de De Valois per a la planificació estratègica (encara que millor en tots dos aspectes que el seu successor com a director, Kenneth). MacMillan). Percival creia que això debilitava l'empresa a llarg termini. Les obres d'Ashton per a la companyia mentre era director són The Dream (1964) (per a Anthony Dowell i Antoinette Sibley), el pas de trois Monotones II (1965), Jazz Calendar (1968) i Enigma Variations (My Friends Pictured Within) (1968).).
Webster, que havia de retirar-se l'any 1970 com a administrador general de la Royal Opera House, va decidir que la seva marxa havia d'anar acompanyada d'un canvi a la direcció de les dues companyies. Georg Solti, director musical de la companyia d'òpera, estava disposat a concentrar-se en el seu nou càrrec com a director de l'Orquestra Simfònica de Chicago, i no va voler renovar el seu contracte de Covent Garden quan va expirar el 1971. Ashton havia explicat sovint als seus col·legues com esperava la seva pròpia jubilació, però, tanmateix, es va veure ferit per la brusquedat amb què Webster va acordar i anunciar la seva marxa. Va cessar el juliol de 1970 després d'una gala de comiat organitzada per Michael Somes, John Hart i Leslie Edwards.
Després de la seva jubilació, Ashton va fer uns quants ballets curts com a pièces d'occasion, però els seus únics treballs més llargs van ser la pel·lícula The Tales of Beatrix Potter realitzada el 1970 i estrenada el 1971, i A Month in the Country (1976), una -peça d'un acte, d'uns quaranta minuts de durada, adaptada lliurement de la comèdia de costums de Turguėnev. La peça ha estat reestrenada regularment, en cada dècada des de l'estrena.
Els últims anys d'Ashton es van veure afectats per la mort de la seva parella, Martyn Thomas, en un accident de cotxe el 1985, un cop del qual Ashton mai es va recuperar del tot. Va morir dormint el 19 d'agost de 1988, a la seva casa rural de Suffolk, i va ser enterrat el 24 d'agost a l'església de St Mary, Yaxley, Suffolk.